# Altingiaceae
Altingiaceae is een botanische naam, voor een familie van tweezaadlobbige planten. Een familie onder deze naam wordt vrij zelden erkend door systemen voor plantentaxonomie, maar wel door het APG-systeem (1998) en het APG II-systeem (2003).
Het gaat dan om een heel kleine familie van bomen, met als enige geslacht Liquidambar en als bekende soort de Amerikaanse amberboom (Liquidambar styraciflua).
De traditionele verouderde plaatsing van deze bomen is in de familie Hamamelidaceae

## Geslachten[1]
- Liquidambar L.